# Barbaro tour
Barbaro Tour è il primo album dal vivo del gruppo fiorentino Bandabardò.

## Tracce
1. Poésie d'un jour – 3:50
2. W Fernandez – 3:01
3. Sans Papiers – 3:04
4. Ubriaco canta amore – 3:40
5. Bandabardò live (BB) + Solo in mezzo al bar – 4:43
6. Aò?! – 2:07